# Euplexia pallida
Euplexia pallida là một loài bướm đêm trong họ Noctuidae.